# Onze-Lieve-Vrouw van Lourdeskerk (Kopstukken)
De Onze Lieve Vrouwe van Lourdeskerk is een klein katholiek kerkgebouw in het Groninger dorp Kopstukken in de gemeente Stadskanaal.
Kopstukken is een katholieke enclave in de Groninger veenkoloniën. Het kleine dorp kreeg in 1949 een eigen parochie die in eerste instantie kerkte in een noodkerk. In 1961 werd begonnen met de bouw van de huidige kerk, naar een ontwerp van J.A.A. Dresmé. De kerk werd in 1962 ingewijd door de bisschop van Groningen mgr Nierman.